# Sant’Agnese fuori le mura

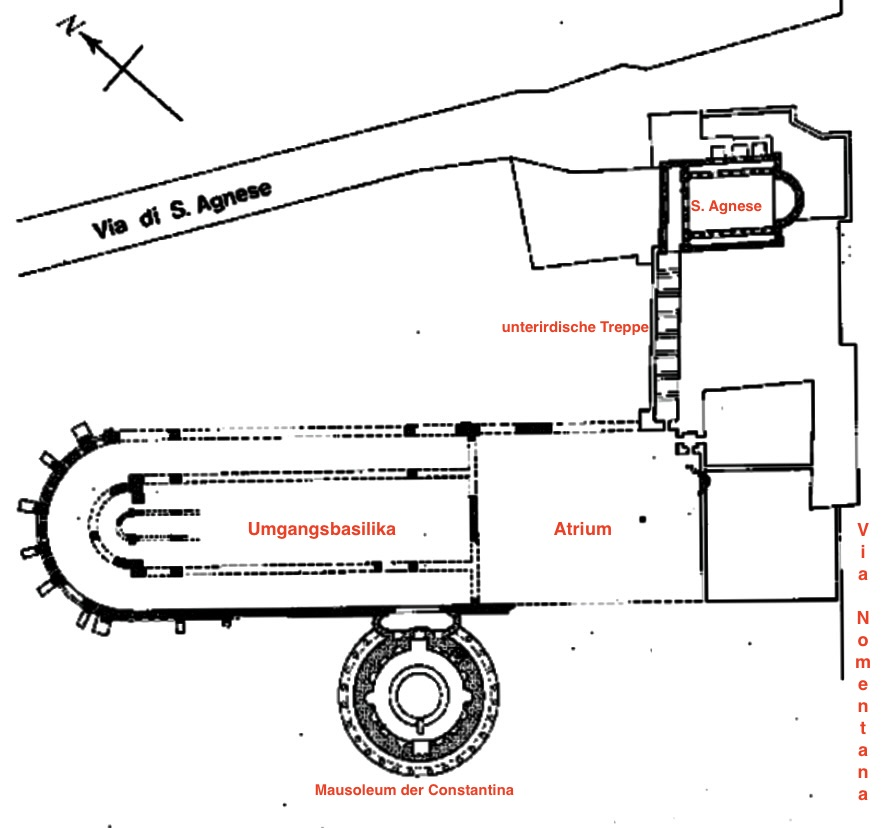
Übersichtsplan der Grabanlage von Santa Costanza und Sant' Agnese

Sant’Agnese fuori le mura (deutsch: [Kirche] Sankt Agnes vor den Mauern, lat.: [Ecclesia] Sanctae Agnetis extra moenia) ist eine römisch-katholische Kirche im Nordosten Roms zu Ehren der heiligen Agnes. Sie ist sowohl Basilica minor als auch Pfarrkirche. Die Kirche liegt an der Via Nomentana im II. Munizipium Parioli, zwei Kilometer außerhalb der Aurelianischen Mauer.
Neben Sant’Agnese fuori le mura ist auch die von Francesco Borromini errichtete Kirche Sant’Agnese in Agone an der Piazza Navona, dem mutmaßlichen Ort ihres Martyriums, der heiligen Agnes gewidmet.
In dieser Kirche werden jedes Jahr am Feiertag der heiligen Agnes (21. Januar) nach einem feierlichen Hochamt zwei Lämmer durch den Papst gesegnet. Aus ihrer Wolle wird das Pallium hergestellt, das die neu ernannten Erzbischöfe als Zeichen ihrer Verbundenheit mit dem Papst tragen.

## Baugeschichte

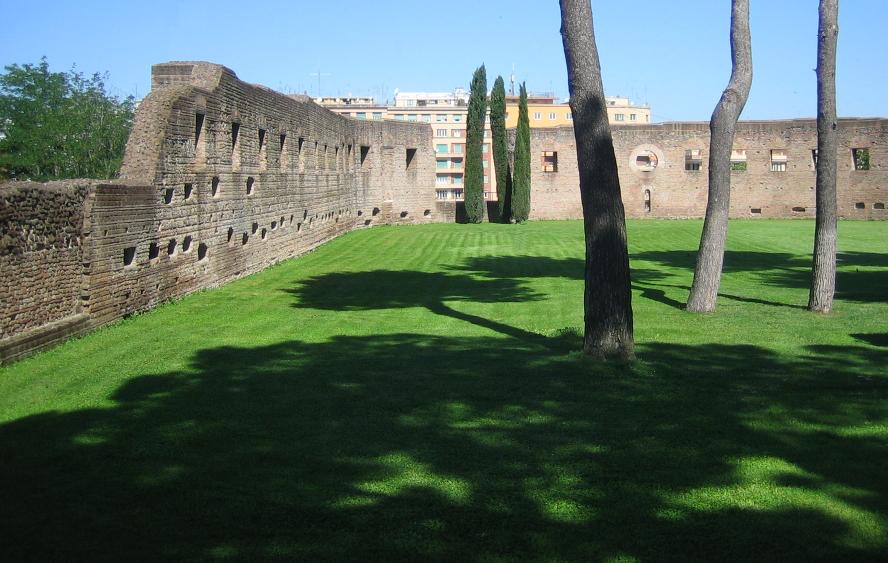
Mauerreste der einst 98 m langen und 40 m breiten konstantinischen Umgangsbasilika

### Der Vorgängerbau
Sant’Agnese fuori le mura ist Teil eines ausgedehnten sakralen Komplexes, der unter Kaiser Konstantin auf Bitten seiner Tochter Constantina über einer 10 km langen Katakombe entstand. Er umfasst die Ruinen einer frühchristlichen Umgangsbasilika, Constantinas Mausoleum Santa Costanza, und die im Mittelalter über dem Grab der Heiligen Agnes gebaute Märtyrerkirche.
Ihr Bautypus war im 4. Jh. nach dem Toleranzedikt von Kaiser Konstantin aufgekommen, mit dem er 315 das Christentum legalisiert hatte. Die Christen vertrauen anders als die Heiden auf ein Leben nach dem Tode und wandten sich daher von der bisher üblichen Urnenbestattung der Römer ab. Stattdessen entschieden sie sich für die Erdbestattung in unterirdischen Katakomben oder aber in den neu aufgekommenen Coemeterial- oder Friedhofsbasiliken. Diese langgezogenen, dreischiffigen Basiliken dienten als überdachter Friedhof, weshalb ihre Böden und Wände vollkommen mit Grabplatten übersät waren. Die Gläubigen hatten damals das große Bedürfnis, möglichst nahe der Märtyrer begraben zu sein, an deren Fürsprache sie glaubten. Um diesen und den Verstorbenen zu gedenken, nahmen sie in den Friedhofsbasiliken an den Totenmessen und der Eucharistiefeier teil. Eine solche Umgangsbasilika hatte sich Constantina

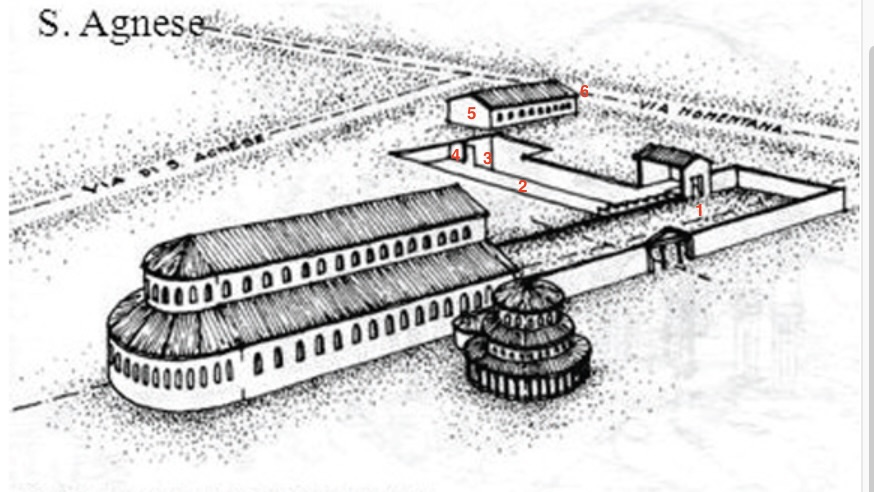
Hypothetisches Modell der Grabanlage mit Mausoleum, Umgangsbasilika und Atrium. Rechts der Eingang zur Treppe, die unterirdisch rechts der Fassade (und nicht wie hier durch die Fassade) in den inneren Narthex von Sant'Agnese führte.

von ihrem Vater Konstantin erbeten, weil sie ihre Genesung der hl. Agnes zuschrieb.
Auch die Kaiserstochter wollte der Märtyrerin nach dem Tod möglichst nahe sein, deshalb baute sie ihr eigenes Mausoleum direkt an die der hl. Agnes gewidmete Umgangsbasilika an. Doch schon Ende des 4. Jhs. begannen die überdachten Begräbnisstätten allmählich baufällig zu werden. Die kaiserliche Unterstützung brach mit der Zeit weg und liturgisch stand nicht mehr die Totenmesse, sondern das Zelebrieren des Abendmahls an kirchlichen Altären im Vordergrund. Die Vandaleneinfälle und Gotenkriege taten ihr Übriges, weshalb man ab dem 6. Jh. die Gebeine der Märtyrer mehr und mehr aus den Katakomben in die innerstädtischen Kirchen überführte, um sie vor Plünderungen zu schützen. Von der ehemaligen Umgangsbasilika sind nur noch Mauerreste erhalten.

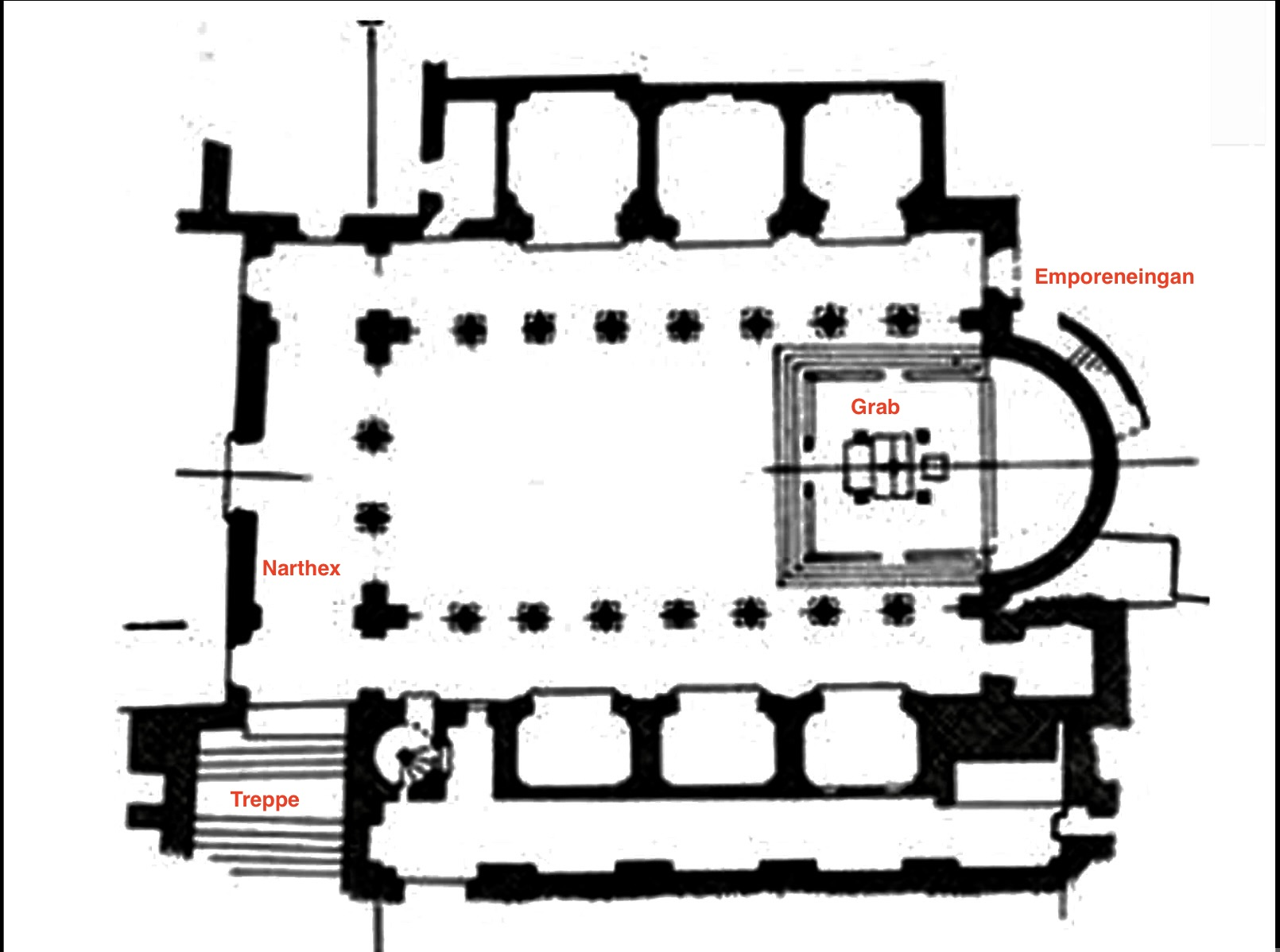
Grundriss von S. Agnese mit den Seitenkapellen und der Wendeltreppe aus dem 17. Jh.

### Die Märtyrerkirche

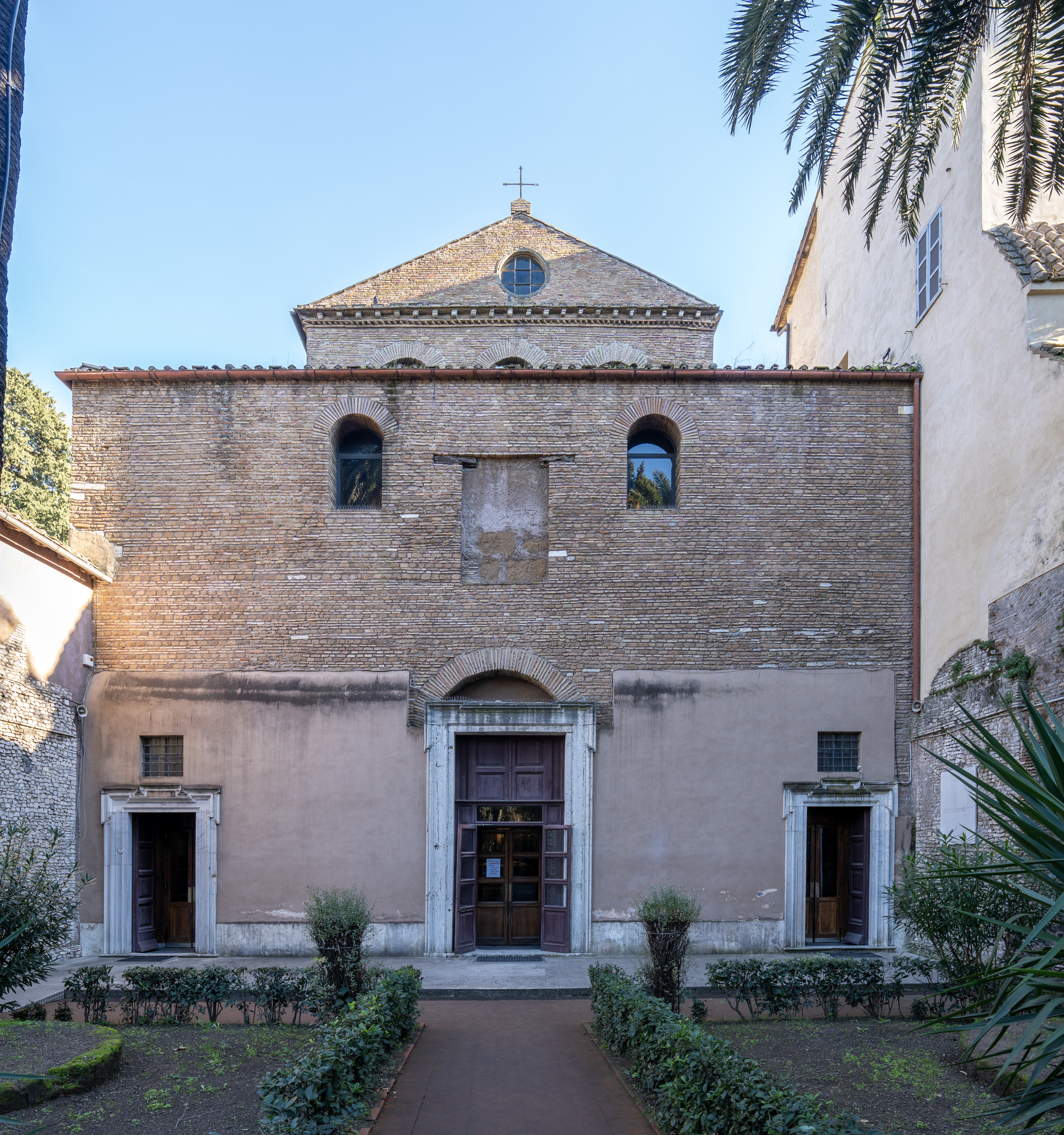
Fassade von Sant' Agnese. Der untere, verputzte Teil steckte noch bis 1602 in der Erde

Dies war die Situation, auf die Papst Honorius bei seinem Amtsantritt traf. Wohl hatten sein Vorgänger Symmachus fünfzig Jahre früher und auch noch sein Nachfolger Hadrian im 8. Jh. eine Instandsetzung der Umgangsbasilika angeordnet, doch dann schweigen die Quellen. Um das Grab zu sichern und auch dem immer stärker um sich greifenden Märtyrerkult gerecht zu werden, entschied sich Honorius für einen Neubau. Angeregt wurde er dabei durch die wenig früher entstandene Kirche Sankt Laurentius vor den Mauern, die Pelagius ll. angeordnet hatte. Dieser Papst wollte seine Märtyrerkirche als sogenanntes „sacellum ad corpus“ direkt über dem Grab des hl. Laurentius errichtet, weil es den Pilgern ein großes Bedürfnis war, bei ihrer Wallfahrt möglichst nahe an die Reliquien heranzukommen. Allerdings ruhten Laurentius Gebeine in einer so tiefen Erdschicht der Katakomben, dass man gewaltige Erdmassen ausheben musste. Deshalb blieb die neue Kirche bis auf die Dachhöhe in ihrem Schacht eingelassen, ehe man das Geländer rundherum abgetragen hat.

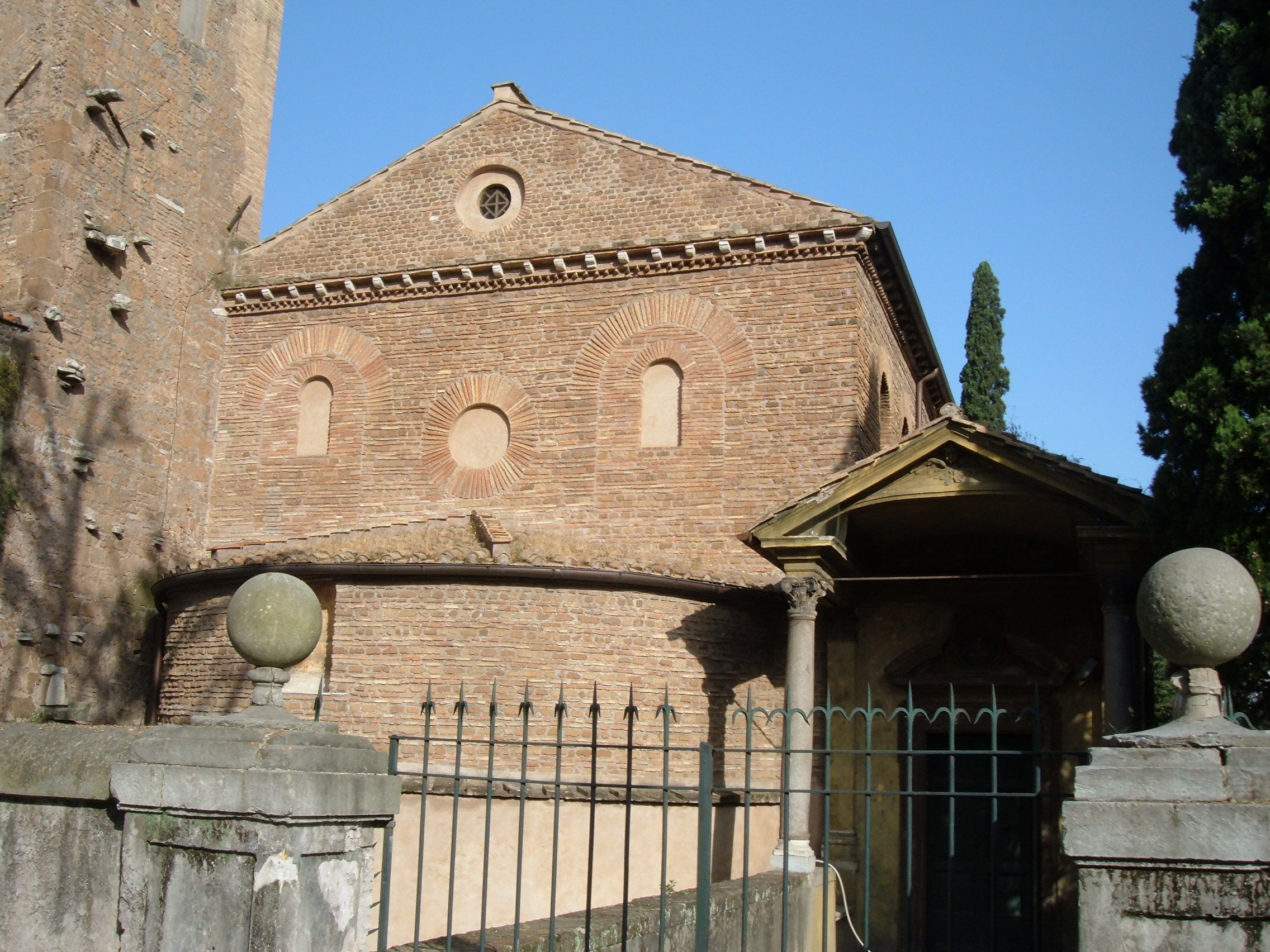
Sant' Agnese. Blick auf den schon immer sichtbaren Teil der Apsis und des Kirchenschiffes mit seinen später vermauerten Fenstern. Rechts davon der Eingang zur Empore.

Die Grabstätte der hl. Agnes hingegen lag in der oberen Schicht einer privaten Katakombe dicht an der Via Nomentana. Dies bot Honorius den Vorteil, dass er das Gelände somit nur für den unteren Bereich seiner Märtyrerbasilika ausheben musste. Die Außenwände von Apsis und Presbyterium konnte er dabei direkt an den Verlauf des abgetragenen Hügelkamms anfügen. Aber für den Bau des Kirchenschiffes musste ein tiefer Schacht bis auf die Höhe der Emporen ausgehoben werden. Darüber erhob sich dann deutlich sichtbar der Obergaden des Langhauses und der obere Teil der Apsis. Rechts von dieser führt heute noch ein Eingang ebenerdig von der Via Nomentana aus direkt in die Emporen, was auch gebrechlichen Pilgern erlaubte, einen Blick auf das Grab der von ihnen verehrten Heiligen zu werfen.
Die Rückseite der Basilika besaß damals noch keinen Eingang, da ihre untere, heute verputzte Außenwand noch bis zur Hälfte im Erdreich steckte. Die heutigen drei Portale entstanden erst 1602, als Clemens VIII. das benachbarte Kloster gründete und das Gelände vor dem unteren Fassadenbereich der Kirche bis zu den Grundmauern freilegen ließ.
Den Haupteingang zum Agnesgrab erreichten die Pilger vom Atrium der Umgangsbasilika aus. Eine neu angelegte Treppe führte sie durch einen unterirdischen Gang in den Narthex der Märtyrerkirche und ersparte ihnen damit die unwegsamen Gänge durch die Katakombe. Diese Treppe wurde 1479 unter dem späteren Julius ll. erneuert und verbindet heute die Kirche mit dem benachbarten Kreuzgang.

## Innenraum

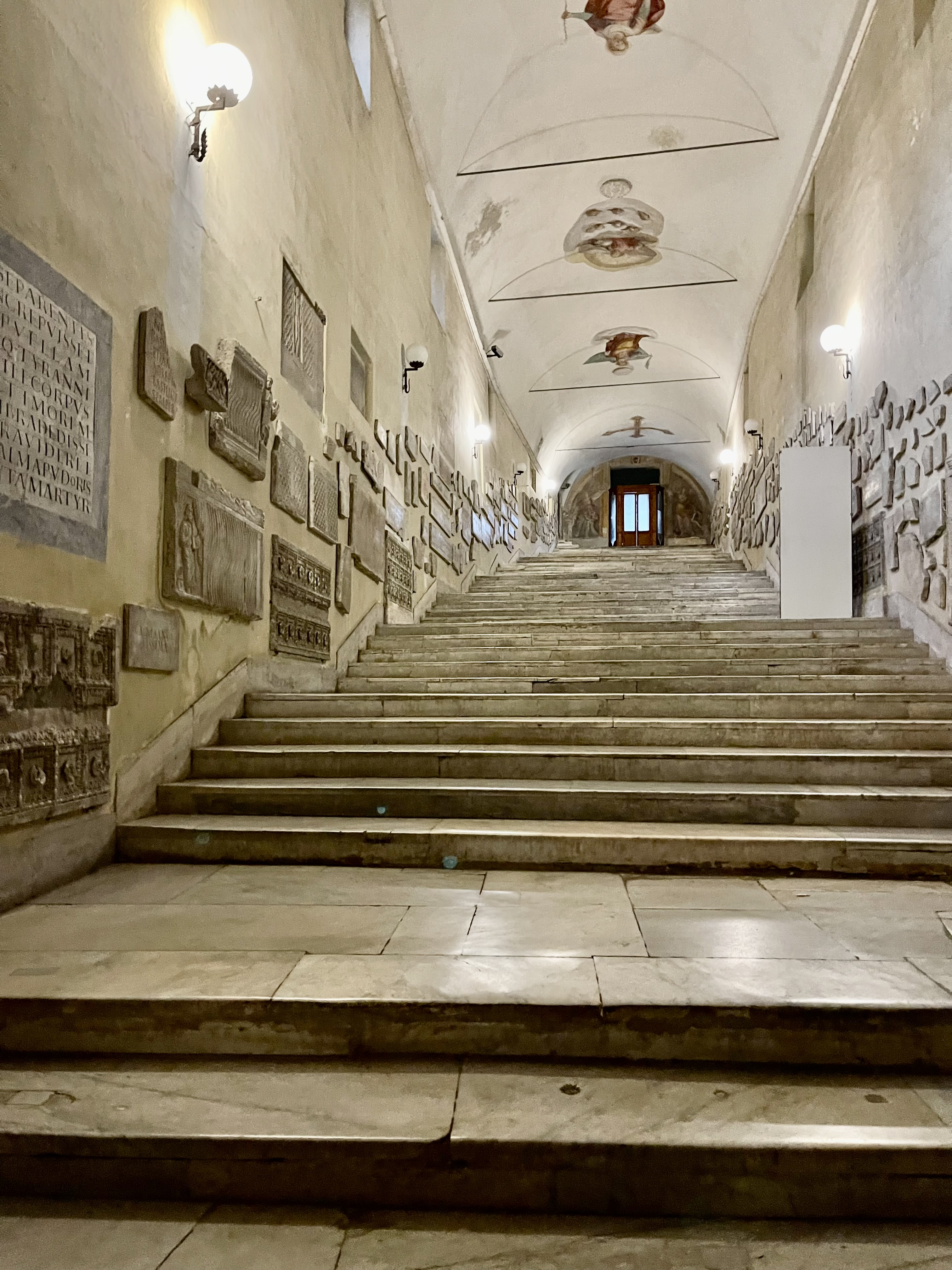
Pilgertreppe von 1479

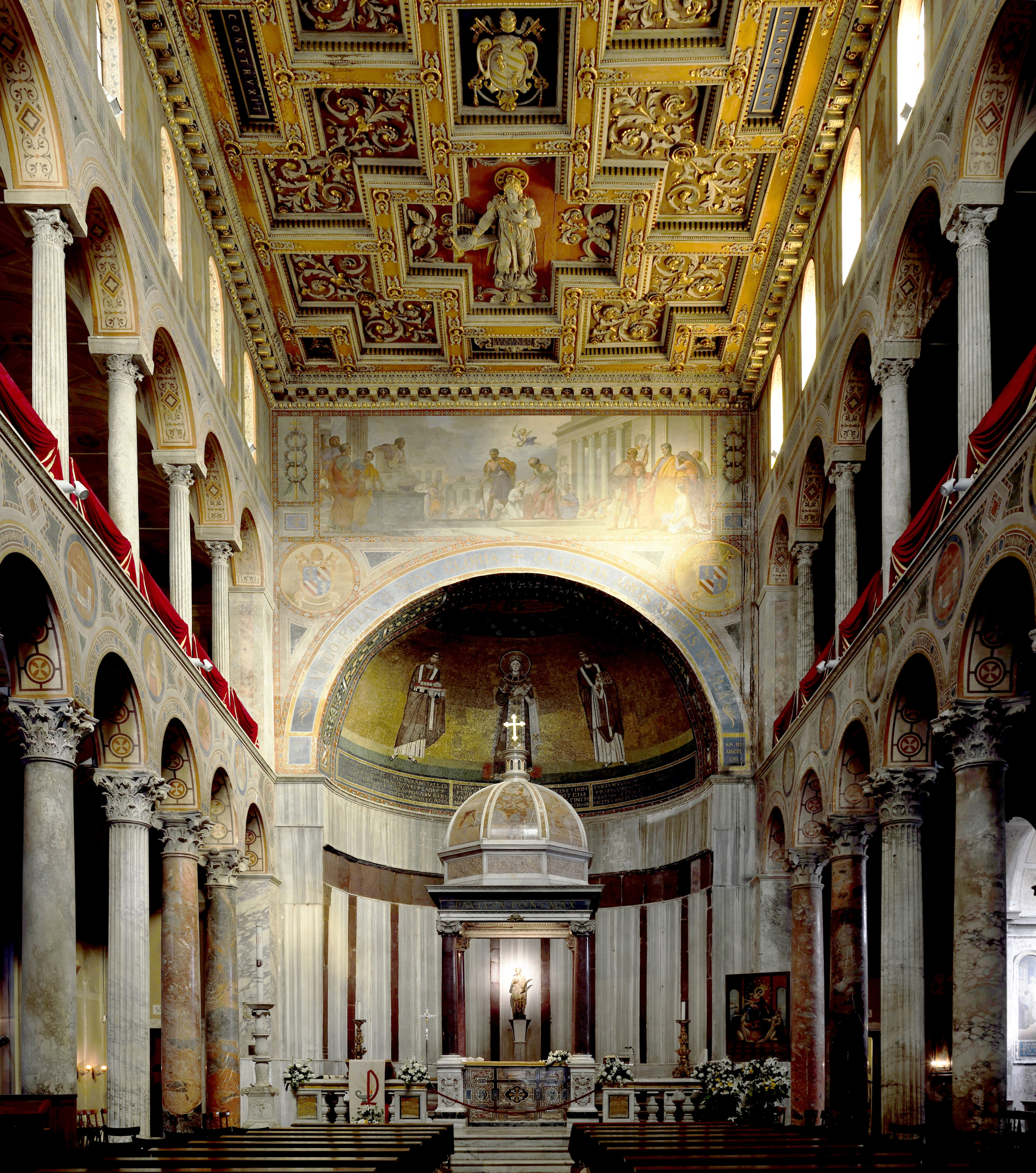
Innenraum mit Blick auf die Grabstätte der hl. Agnes

Wer die mit ihren 30 Metern verhältnismäßig kurze Kirche heute betritt, den überraschen im Vergleich dazu die ungewöhnlich hohen und imposanten Emporen. Man hatte sie lange Zeit dem Einfluss byzantinischer Matronäen zugeschrieben. Angesichts der gewaltigen Erdarbeiten, die solche direkt über dem Märtyrergrab erbauten Kirchen dem Gemeinwesen jedoch abverlangt hatten, verwundert es nicht, dass man den erforderlichen Aushub möglichst zu beschränken suchte. Doch für Rom waren die Wallfahrten stets eine willkommene Einnahmequelle gewesen. Um den zunehmenden Pilgerströmen gerecht zu werden, entschied man sich, die reduzierten Platzverhältnisse durch Emporen zu kompensieren. Diese führten, ebenso wie der Narthex und die zwei Seitenschiffe im unteren Bereich, die Gläubigen auf drei Seiten um das Mittelschiff. Damit war selbst bei größerem Andrang ausreichend Platz da, um einen geregelten Ablauf der Besucherströme zu gewährleisten. Es gibt jedoch keinerlei Hinweise darauf, dass diese beiden Ebenen untereinander verbunden waren. Die auf dem Grundriss sichtbare Wendeltreppe wurde vermutlich erst bei den umfangreichen Baumaßnahmen des 17. Jhs. hinzugefügt.
Ihr Licht empfing die Kirche beidseitig von acht großen Fenstern im freistehenden Obergaden. Sie wurden im Barock beim Einzug der Kassettendecke und dem Anbau der Seitenkapellen noch vergrößert. An der Außenmauer oberhalb der Apsis sind zudem noch ein Oculus und zwei Rundbogenfenster erkennbar, die man später vermauerte.

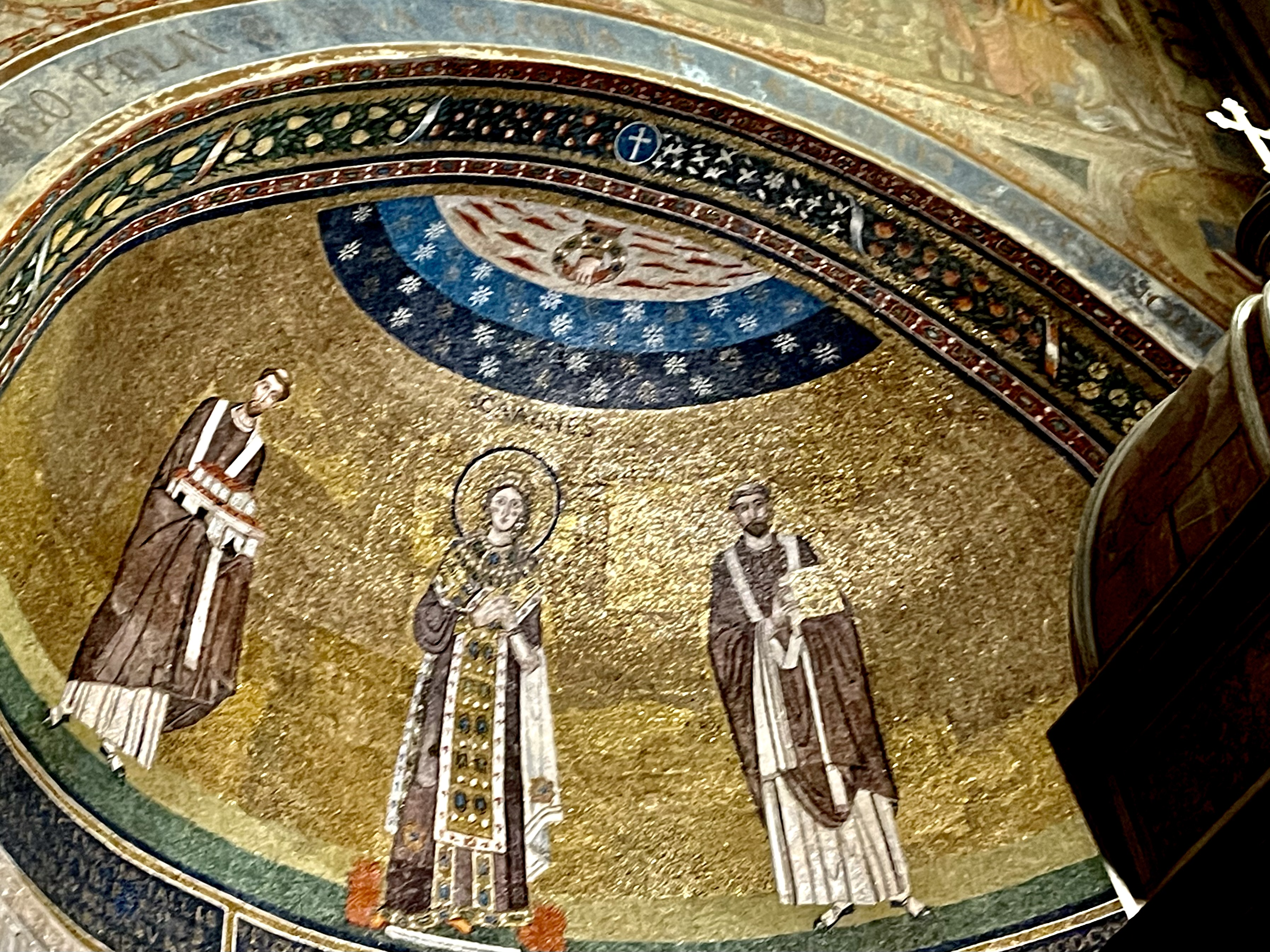
Hl. Agnes mit links Honorius I. und rechts Gregor d.Gr.(?)

Sowohl die Mittelschiffkolonnaden als auch die Arkaden des Emporengeschosses ruhen auf antiken Säulen und Kapitellen, die nach einem festen Plan ausgesucht und platziert worden waren, um liturgisch wichtige Bauteile besonders zu betonen (ebda.) Vom antiken Ziborium der Umgangsbasilika stammen vermutlich noch die kostbarem Porphyrsäulen, auf denen jetzt ein 1614 hinzugefügter Baldachin ruht. Die ursprüngliche Wandverkleidung hatte man weitgehend erneuert. Einzig die bei frühchristlichen Gotteshäusern typische Marmorverkleidung in der Apsis ist noch original. Sie schließt mit einer prächtigen Stiftungsinschrift von Papst Honorius in goldenen Buchstaben vor blauem Mosaikhintergrund ab.
Eindrücklich ist auch die Apsiskalotte mit der hl. Agnes in kaiserlichen Gewändern und mit prachtvollem Schmuck vor einem schlichten Goldhintergrund. Zu ihren Füßen das Feuer, das sie verbrennen sollte, aber vor ihr zurückwich, und das Schwert, mit dem man sie schlussendlich enthauptete. Begleitet wird sie links von Papst Honorius, der mit verhüllten Händen sein Kirchenmodell darbringt. Rechts vermutet man aufgrund seines Buches Papst Gregor d. Gr., da er für Honorius immer ein großes Vorbild war. Über ihnen erscheint im gestirnten Himmel und zwischen apokalyptischen Wolken die Hand Gottes, der mit seiner Märtyrerkrone die Heilige Agnes ehrt.
Die eindrucksvolle Darstellung der drei Figuren mit ihrer frontalen, statischen Haltung, ihrer flächig angelegten Körperlichkeit und bar jeglicher Reminiszenz an die Antike, steht für eine neue Form der Frömmigkeit und leitet eine Wende hin zum Mittelalter ein.